# John Ingleby
John Ingleby (1749, Halkyn-1808, Halkyn) fue un pintor y miniaturista británico, de origen galés, cuya especialidad eran las miniaturas, incluyendo paisajes.

## Biografía
John Ingleby nació en Halkyn, Gales, en 1749 siendo hijo de Hugh Ingleby y Ann Davies; siendo parte de una familia de diez hermanos. Tal familia era originaria de Cornualles, país del cual emigró para instalarse en la localidad galesa de Flint, donde abrió una fundición de plomo. John Ingleby pasó toda su juventud en este pueblo. 
De acuerdo con los registros parroquiales, parece que Ingleby era un artesano y que era dueño de una tienda cuya especialidad era la pintura de obras pequeñas. Pintó acuarelas para el naturalista y anticuario Thomas Pennant.
Murió en 1808.
En la Biblioteca Nacional de Gales existe una rica colección de pinturas en acuarela con paisajes del Gales del Norte pintada por Ingleby.

## Galería

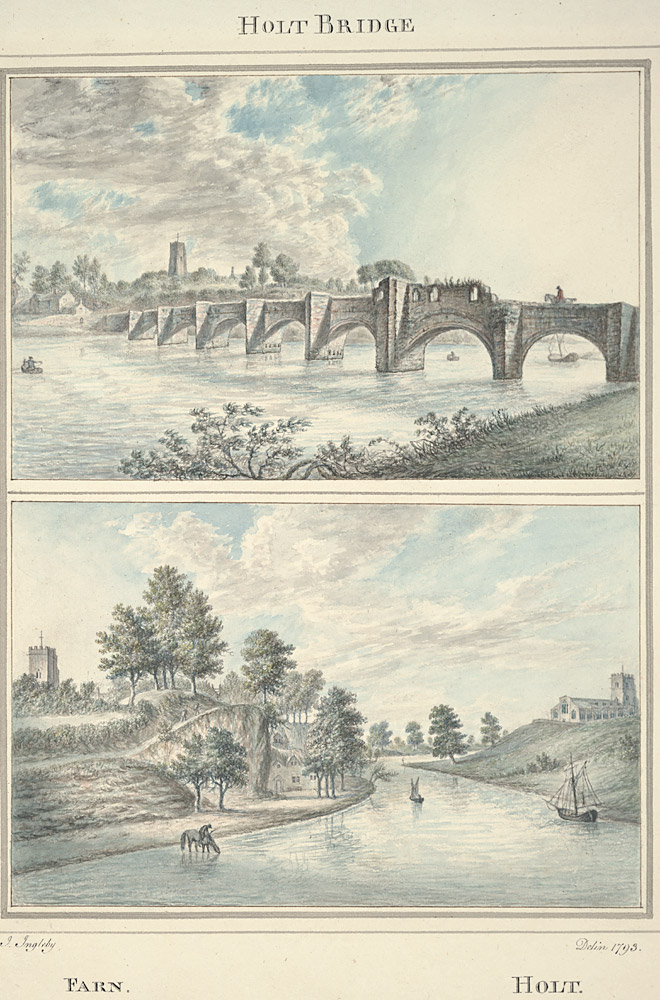
Puente de Holt y Farn, 1793.
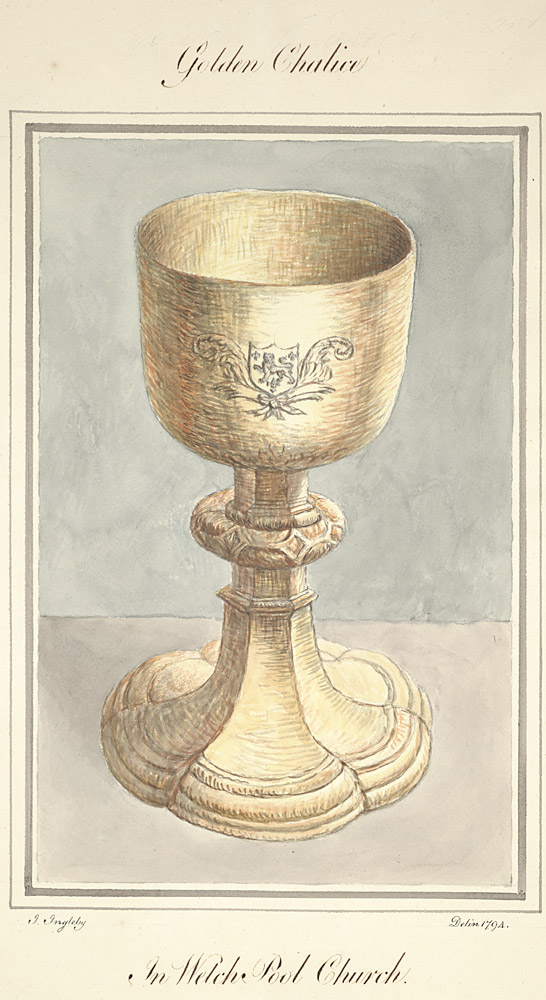
Cáliz de oro, 1794.
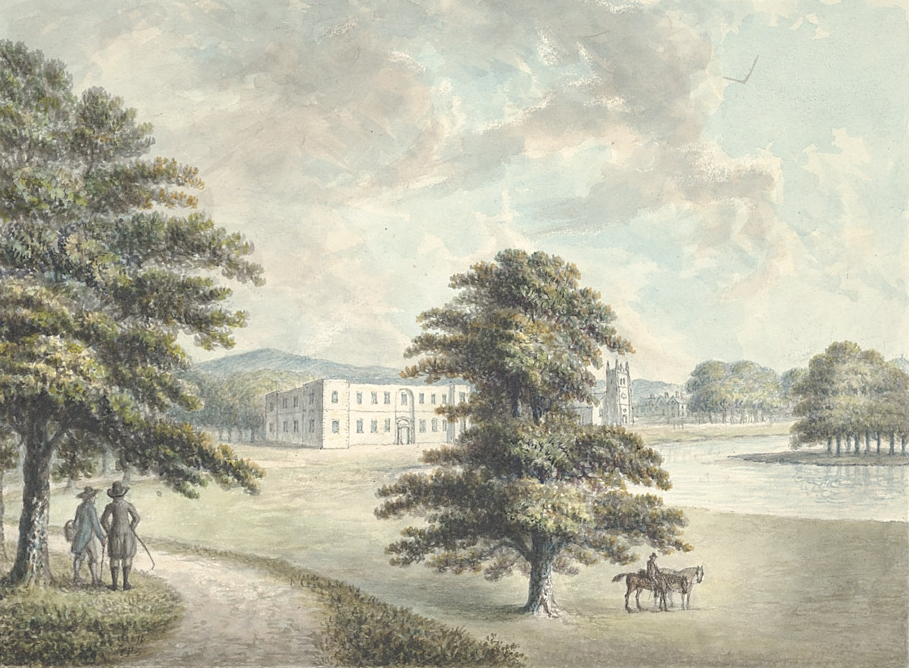
Aston, 1794.
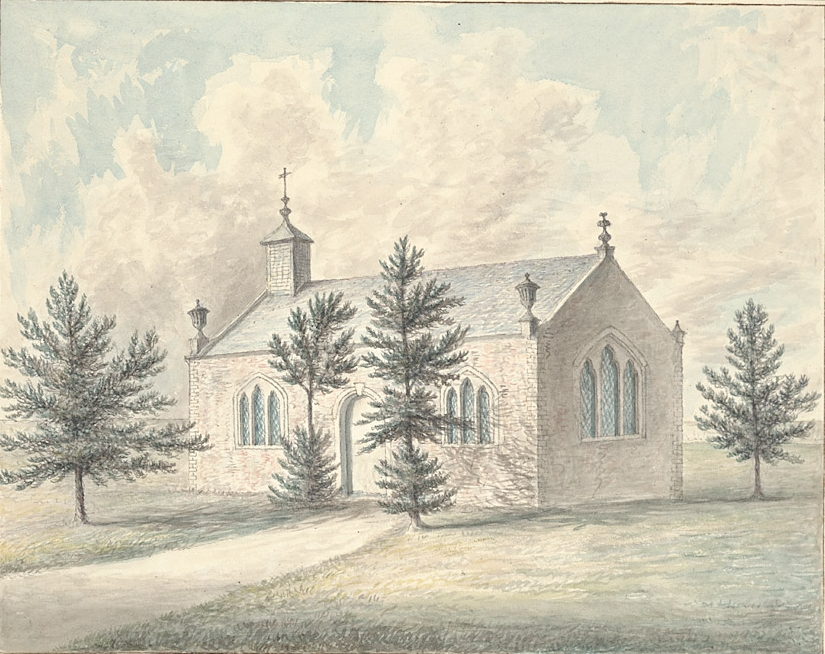
Capilla de Berse, 1794.
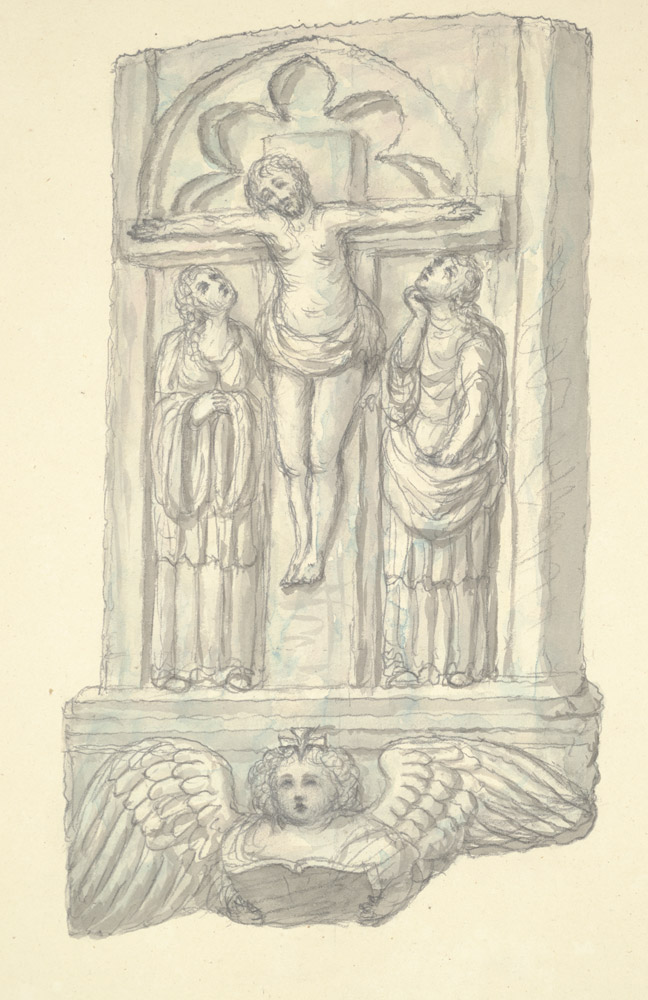
Crucifijo en los muros de la iglesia de Halkyn, 1795.
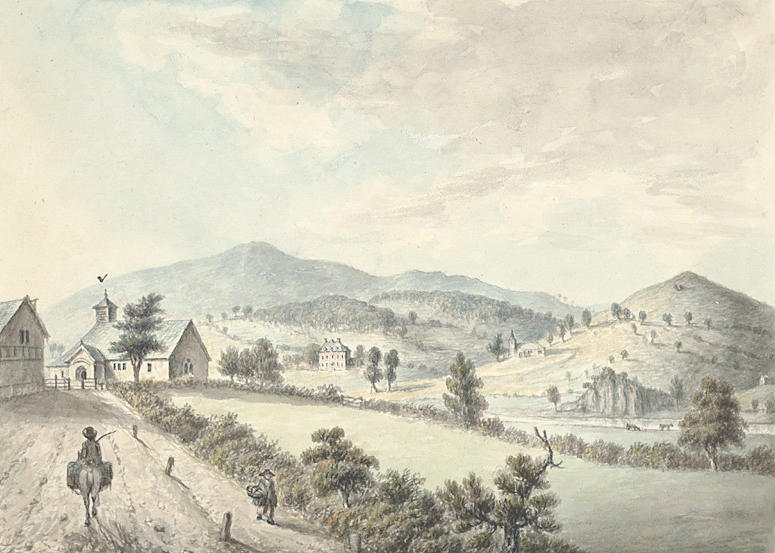
Iglesia de Abernavas y country house (casa campestre), 1795.
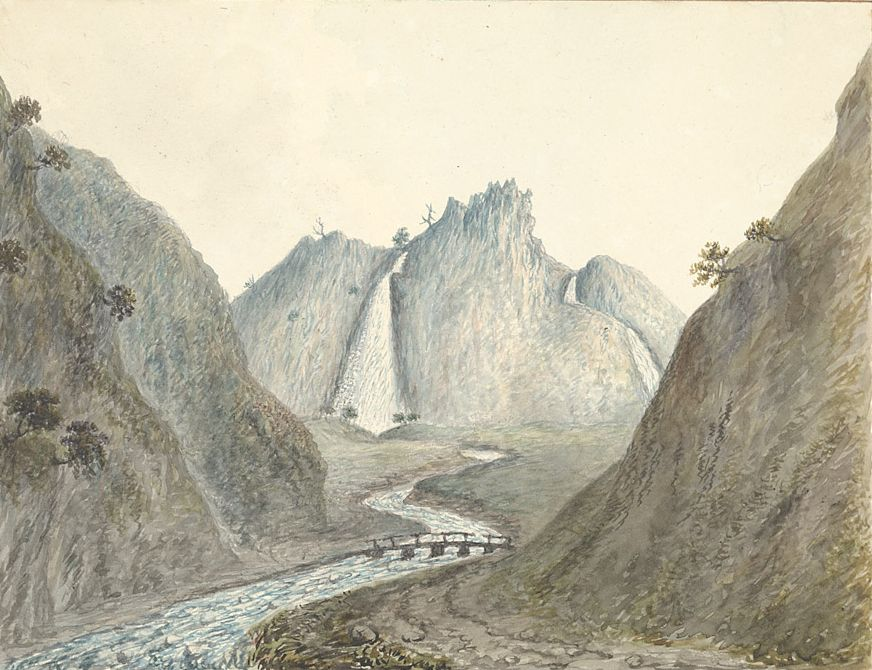
Catarata de Aber, 1796.
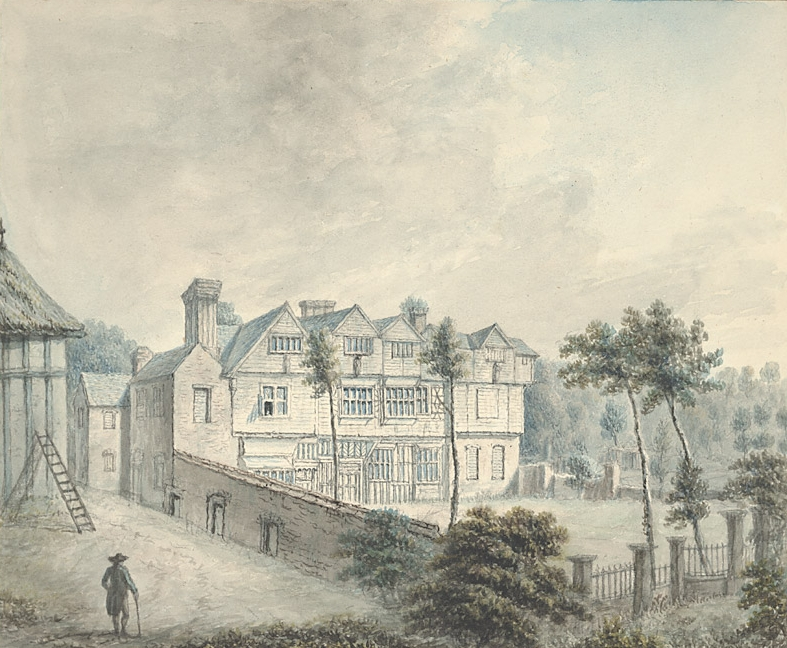
Abervechan, frente, 1796.
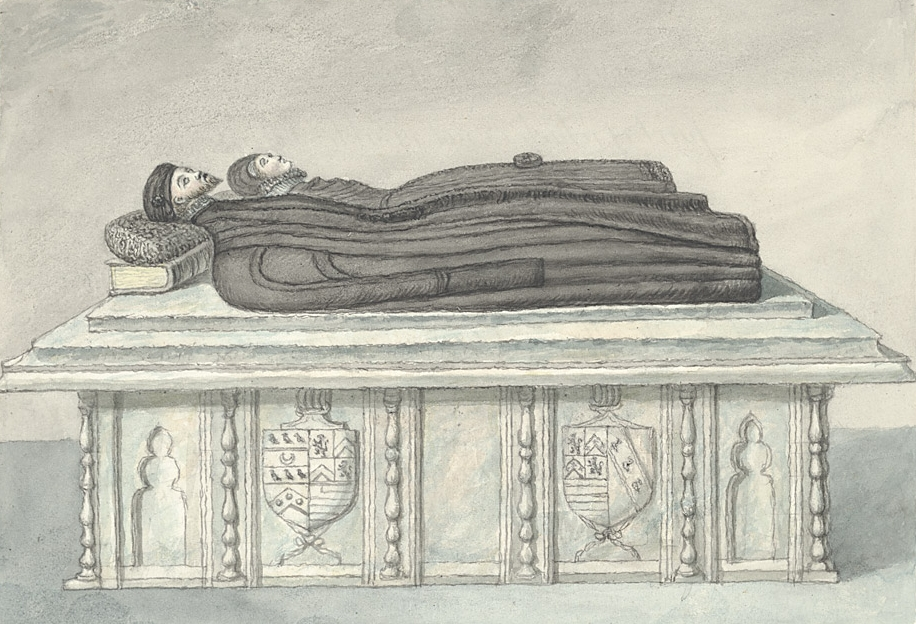
Tumba de Richard Onslow, 1796.
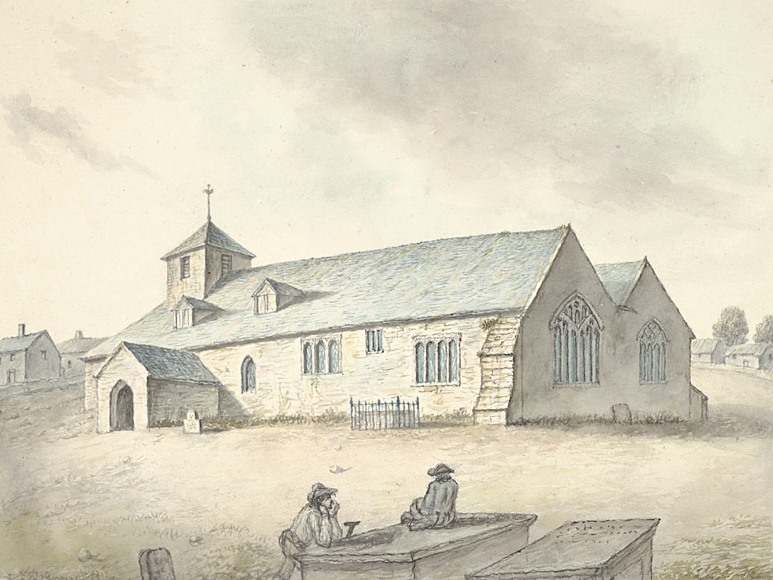
Berrew, 1796.

### Lista completa de las obras
| Imagen | Título original | Fecha de pintura |
| ------ | --- | ---------------- |
|        | Cascada de Aber | 1796             |
|        | Abernavas (Iglesia y pasillo)                                                                                              | 1795             |
|        | Abervechan (frente) | 1796             |
|        | Abervechan (vista posterior)                                                                                               | 1796             |
|        | Fondeadero en el patio de la iglesia de St. John's , Chester; ruinas del monasterio en el patio de la iglesia de St John's | 1793             |
|        | Aston | 1794             |
|        | Berrew | 1796             |
|        | Capilla de Berse | 1794             |
|        | Bettws | 1794             |
|        | Birch | 1795             |
|        | Colinas Breiddin, pilar de Rodney y monte Belin                                                                            | 1794             |
|        | Breyden Hills from Llanymynech and Rodney's Pillar                                                                         | 1795             |
|        | Casa Brumbo | 1794             |
|        | Bryn Euryn | 1795             |
|        | Bryn Euryn, y vista lejana de Penmon Rhos                                                                                  | 1795             |
|        | Bryn Tirion vista superior ; Bryn Tyrion vista descendente cerca de Skiviog                                                | 1795             |
|        | Bryn-Gwyn | 1795             |
|        | Castell Caerenion | 1794             |
|        | Cefn Amwlch | 1796             |
|        | Cefn, una nueva casa cerca de Wrexham (perteneciente a Roger Kenyon Esq)                                                   | 1795             |
|        | Capilla en el Bajo Berwick                                                                                                 | 1796             |
|        | Chirbury | 1795             |
|        | Chirk | 1793             |
|        | Chirk iglesia, acueducto y puente, Denbighshire                                                                            | 1795             |
|        | Chirton Hall | 1793             |
|        | Castillo Conway (visto desde el este)                                                                                      | 1795             |
|        | Conway desde arriba del ferry (barco)                                                                                      | 1795             |
|        | Conway, desde la ruta Talycafn                                                                                             | 1795             |
|        | Croesnewydd cerca de Wrexham S.E. Vista propiedad de Ellice Esq                                                            | 1796             |
|        | Crucifijo en el muro de la vieja iglesia de Halkin                                                                         | 1795             |
|        | Dintle | 1796             |
|        | Doddleston Church | 1795             |
|        | Dongay | 1795             |
|        | Ecclusham Above, the property of Ellames Esq. near Wrexham                                                                 | 1794             |
|        | Ecclusham Below | 1794             |
|        | Efigie de un guerrero | 1796             |
|        | Farn | 1793             |
|        | Fron Ynys & Llangwyfan Church ; Plas Llangwyfan                                                                            | 1793             |
|        | Garth | 1796             |
|        | Gillesfield near Welshpool                                                                                                 | 1796             |
|        | Golden chalice in Welshpool Church                                                                                         | 1794             |
|        | Grafton Hall | 1793             |
|        | Halton | 1794             |
|        | Harlech Castle from the town                                                                                               | 1795             |
|        | Hendom, or, the Mount of Owen Glendwr near Corwen on the Dee                                                               | 1794             |
|        | Hengwst | 1793             |
|        | Holt Bridge ; Farn., Holt                                                                                                  | 1793             |
|        | Inside of the cave, Llanarmon,                                                                                             | 1795             |
|        | Kinmael | 1795             |
|        | Kinmael | 1794             |
|        | Limor Lodge | 1795             |
|        | Limor Lodge | 1794             |
|        | Limor Lodge east aspect | 1795             |
|        | Llai, near Hope | 1794             |
|        | Llan Sain Siôr, or, Church of St. George and rectory                                                                       | 1794             |
|        | Llanafryn | 1795             |
|        | Llandinam | 1794             |
|        | Llandinam and Gwernwr Hills                                                                                                | 1794             |
|        | Llandreinio | 1794             |
|        | Llandreinio Bridge and Rodney's Pillar                                                                                     | 1794             |
|        | Llandreinio Hall | 1794             |
|        | Llandrillo Church, | 1795             |
|        | Iglesia Llandyrnog y patio de la iglesia                                                                                   | 1795             |
|        | Llandysilio y rocas Llanymynach                                                                                            | 1794             |
|        | Llanfechan | 1795             |
|        | Llangedwyn | 1795             |
|        | Llangedwyn church | 1795             |
|        | Llangollen, Castle Dinas Bran                                                                                              | 1793             |
|        | Llangollen, from ye Corwen road                                                                                            | 1795             |
|        | Llangynog | 1794             |
|        | Llangynyw | 1794             |
|        | Llanllwchaiarn | 1796             |
|        | Llanllwchaiarn Church | 1796             |
|        | Llanrhaeadr-ym-Mochnant | 1795             |
|        | Puente Llansanfraid, Glyndwrdwy                                                                                            | 1794             |
|        | Llansanfraid Glyndwrdwy | 1794             |
|        | Llanwynog cerca de Newtown                                                                                                 | 1794             |
|        | Llwydiarth | 1794             |
|        | Llwyn | 1794             |
|        | Lord Boston's the old front. Llanidan Church                                                                               | 1795             |
|        | Loton Hall | 1796             |
|        | Loton Hall, | 1796             |
|        | Lower Berwick | 1796             |
|        | Lyn-y-Pandy, or, The Black Valley                                                                                          |                  |
|        | Maes y Coed ; Llan Bychan Church                                                                                           | 1793             |
|        | Meifod | 1795             |
|        | Moel-du-mawr | 1795             |
|        | Mold | 1795             |
|        | Montford | 1796             |
|        | Puente Montford | 1794             |
|        | Montgomery castillo e iglesia                                                                                              | 1793             |
|        | Monumento de -- Lister Esq, de Routon                                                                                      | 1795             |
|        | Monument of Richard Herbert in Montgomery Church                                                                           | 1796             |
|        | Monumento de Richard Lister Esq. de Routon                                                                                 | 1795             |
|        | Monumento de Richard Onslow en la vieja iglesia de St. Chad's                                                              | 1796             |
|        | Monte en Wrexham | 1793             |
|        | Monumento a Mrs Williams                                                                                                   | 1796             |
|        | Mural de cobre dedicado a un sacerdote en la iglesia Bettws                                                                | 1794             |
|        | Nantcribba | 1796             |
|        | Nuevo puente y acueduto en Rhiwabon                                                                                        | 1795             |
|        | Nueva entrada a Shrewsbury                                                                                                 | 1796             |
|        | Vieja capilla en villa Caernarvon                                                                                          | 1796             |
|        | Vejo Kinmael | 1795             |
|        | Oldford, Cheshire | 1793             |
|        | Onslow | 1794             |
|        | Parque | 1794             |
|        | Park | 1796             |
|        | Parte del acueduto en Chirk                                                                                                | 1795             |
|        | Pen-y-Fron | 1796             |
|        | Pentre Eychan | 1794             |
|        | Pistyl-y-Rhaidr | 1796             |
|        | Pistyll y Rhaeadr | 1796             |
|        | Plas Gronow | 1794             |
|        | Plas Mostyn | 1793             |
|        | Plas yn Llan and Llan Gynhafel Church ; Plas yn Rhos, property of Wynne Esq, near Ruthin                                   | 1793             |
|        | Plas yn Yale, seat of the Yale's                                                                                           | 1795             |
|        | Powis Castle | 1794             |
|        | Powis Castle | 1795             |
|        | Prison of Owen Glendwr | 1794             |
|        | Red Hall | 1795             |
|        | Rhiwabon | 1794             |
|        | Routon | 1796             |
|        | Sepulchral stones | 1795             |
|        | Sh(r)awardine | 1796             |
|        | Shrine of St. Monacella in Pennant Melangel Church                                                                         | 1795             |
|        | Sir Thomas Hanmer's monument, Hanmer Chapel                                                                                | 1794             |
|        | Sontly | 1793             |
|        | South aspect of Caergwrle Castle                                                                                           | 1795             |
|        | St. Chad's new church, Shrewsbury                                                                                          | 1796             |
|        | St. Monacella, or, Pennant Melangell Church                                                                                | 1795             |
|        | Statue of a boy from Herculaneum                                                                                           | 1795             |
|        | The abbots house at Alberbury                                                                                              | 1796             |
|        | The cotton factory near Mold                                                                                               | 1795             |
|        | The stone under this arch called Carreg Carn March Arthur                                                                  | 1796             |
|        | The upper gate, Conwy | 1795             |
|        | Tomen y Faerdre & cave, Llanarmon,                                                                                         | 1795             |
|        | Tower of Brynia | 1795             |
|        | Town Hall Shrewsbury and the Old Market House                                                                              | 1796             |
|        | Trenewydd, or, Newtown Hall                                                                                                | 1796             |
|        | Upper Berwick | 1794             |
|        | Vale of Meifod | 1795             |
|        | Vaynor | 1796             |
|        | Vaynor House | 1796             |
|        | View between Fittes & Shrewsbury                                                                                           | 1796             |
|        | View from Cefn Ucha | 1796             |
|        | View from Eccleston Hill of Chester &c                                                                                     | 1794             |
|        | View from Llyn-y-pandy | 1796             |
|        | View from the Loggerheads                                                                                                  | 1796             |
|        | View in Erddig grounds | 1794             |
|        | View in the footway between Eaton and Eccleston from the banks of the Dee                                                  | 1793             |
|        | View near Cefn-ogo | 1796             |
|        | View near Llangollen, Denbighshire                                                                                         | 1795             |
|        | View near Tal y cafn, looking towards Llanrwst                                                                             | 1795             |
|        | View of Llandysilio & Castell Dinas Brân                                                                                   | 1795             |
|        | View of Shrewsbury from the new bridge                                                                                     | 1796             |
|        | View of the River Dee with Eccleston Church and distant view of Chester                                                    | 1794             |
|        | View of the River Severn                                                                                                   | 1796             |
|        | View of the Severn & Isle of Up Rossal and distant view of Shrewsbury                                                      | 1796             |
|        | View on the River Dee near Llandysilio                                                                                     | 1795             |
|        | Wattleburgh Castle | 1796             |
|        | Welshpool | 1794             |
|        | Whittington church and castle                                                                                              | 1793             |
|        | Willington Cross | 1795             |
|        | Wynne Stay, seat of Sir Watkins Williams Wynne                                                                             | 1793             |
|        | Y Drenewydd, or, New Town                                                                                                  | 1794             |
|        | Ystumllyn | 1794             |